# SkarpeTV
SkarpeTV (ang. Sock TV) – poranny program Cartoon Network, prowadzony przez skarpetki, pozostawione przez dzieci, które wyjechały na wakacje. Emitowany w Polsce i na Węgrzech na kanale Cartoon Network od 29 czerwca do 23 sierpnia 2009, jak również w Bułgarii. Program powrócił 4 lipca 2011 roku i był nadawany do 31 lipca 2011 roku.
18 września 2021 na kanale na Youtube polskiego oddziału Cartoon Network debiutował serial pod tym samym tytułem, którego producentem wykonawczym jest Gerhard Wolf.

## Postacie

### Prowadzący
- Panna Lalunia – przemądrzała skarpetka, która uważa, że to ona jest najpiękniejsza. Współprowadząca program. Prowadzącą została przez przypadek, uderzając Skarpecia, który miał być prowadzącym, zajmując jego miejsce.
- Pan Romek – drugi współprowadzący. To on krzyczy na Asystenta, że gubi kasety, ale ma inny głos, jak na niego krzyczy.

### Pozostali
- Asystent – nigdy nie potrafi znaleźć odpowiedniej kasety z serialem.
- Skarpeć (ang. Socko)[7]– komik. Jego żarty wcale nie są śmieszne.
- Profesorek (ang. Professor)[7]– zwariowany profesor i wynalazca.
- Missy Błysk – dziewczyna, która nie da sobie dmuchać w kaszę.
- Monsieur kucharz (ang. Chef)[7]– kucharz, który gotuje ładne potrawy, ale potem zjada je w niechlujny sposób.
- Ćwieku – kocha zabawę i rocka. Luzak.
- Wiktor – on zawsze ćwiczy. Jest mężem Laluni. Czasami się zastanawia, dlaczego się z nią ożenił.
- Czarna łapa – wieczny prześladowca skarpet.

## Wersja polska
Wystąpili:
- Jacek Kopczyński – Pan Romek
- Sławomir Pacek – Wiktor
- Andrzej Chudy – Profesor
- Monika Kwiatkowska – Panna Lalunia
- Jarosław Boberek – Skarpeć

i inni